# Franco Neto
Franco José Vieira Neto (Fortaleza, 11 de novembro de 1966) é um jogador de vôlei de praia do Brasil.
Foi bicampeão do Circuito Mundial de Vôlei de Praia em 1993 e 1995 jogando com Roberto Lopes e vice-campeão em 2004 ao lado de Tande. Também foi tetracampeão do Circuito Banco do Brasil em 1993, 1999, 2004 e 2007.
Ganhou medalha de bronze na competição de volei de praia nos Jogos Pan-americanos de 1999 em Winnipeg, Canada, em parceria com Roberto Lopes. Ele também competiu nos Jogos Olímpicos de 1996 em Atlanta, Georgia.
Além disso, Franco é o atleta mais velho a ter ganho uma etapa do Circuito Mundial ao triunfar aos 40 anos em Marselha 2007 ao lado de Pedro Cunha.